# Lutzomyia recurva
Lutzomyia recurva är en tvåvingeart som beskrevs av Young D. G. 1973. Lutzomyia recurva ingår i släktet Lutzomyia och familjen fjärilsmyggor. Inga underarter finns listade i Catalogue of Life.